# Emilie
Emilie er et pigenavn, der er afledt af drengenavnet Emil, som stammer fra det latinske ord "aemilius", der betyder "venlig". Navnet forekommer også i varianter som Emilia og Emily. Ifølge Danmarks Statistik bærer over 15.000 danskere et af disse navne.

## Kendte personer med navnet
- Emilia Rydberg, svensk sanger.
- Emily Brontë, engelsk forfatter.
- Emily Dickinson, amerikansk digter.
- Emilie Turunen, dansk politiker.
- Emilie Sannom, dansk skuespiller og luftakrobat.
- Emilie Walbom, kgl. dansk balletdanser og -instruktør.
- Emilie Autumn, amerikansk singer-songwriter, poet og violinist
- Emily Osment, amerikansk sanger og skuespiller.

## Navnet anvendt i fiktion
- "See Emily Play" er et af Pink Floyds første numre.
- Emilia Ridderfjell er en figur i Bert-serien, en svensk børnebogsserie med mere.

## Andre anvendelser
- Emilia-Romagna er en italiensk region.